# HD 143787
HD 143787，又名CD-2511295，SAO 184068、HR 5969，是一颗恒星，视星等为5，位于銀經348.17，銀緯19.7，其B1900.0坐标为赤經15h 57m 17.9s，赤緯-25° 19.7′ 11″。